# Nelle Richmond Eberhart
Nelle Richmond Eberhart, nata Ellen Loretta McCurdy, (Detroit, 28 agosto 1871 – Kansas City, 15 novembre 1944), è stata una librettista, poetessa e insegnante statunitense, nota per la sua lunga collaborazione con il compositore Charles Wakefield Cadman. Ha scritto duecento canzoni ed i libretti di cinque opere..

## Biografia

### Primi anni
Nelle Richmond Eberhart nacque Ellen Loretta McCurdy nel 1871 a Detroit, Michigan, figlia di John Thomas e Cora Amelia Newton McCurdy. Sua madre si risposò. In tenera età, Nelle ricevette il cognome del suo patrigno, Richmond. La sua famiglia si trasferì in Nebraska, dove è cresciuta.
Fin da giovane aveva sviluppato un forte interesse per la musica. Ottenne l'abilitazione ed insegnò a scuola. Nel 1894 la Richmond sposò Oscar Eberhart, un medico. Ebbero una figlia, Constance Richmond Eberhart, che divenne cantante lirica e insegnante di canto. Cantò come membro della Chicago Civic Opera e dell'American Opera Company.

### Carriera
La famiglia Eberhart si trasferì a Pittsburgh, in Pennsylvania, nel 1900 per il lavoro del marito. Nel 1902 la Eberhart incontrò un giovane vicino di casa, Charles Wakefield Cadman. Quando seppe che stava studiando e scrivendo musica, iniziarono a lavorare insieme. Lei scrisse le parole per un inno e lui la musica, per il loro primo brano.
Eberhart ha scritto i testi di circa duecento brani e i libretti delle cinque opere che hanno creato insieme. Le sue "Four American Indian Songs Op. 45" (che includevano "From the Land of Sky-Blue Water") furono il suo primo successo commerciale nel 1909, dopo che il noto soprano Lillian Nordica eseguì la canzone a Cleveland.
La loro prima opera, Da O Ma (1912), ambientata nella cultura Sioux, non fu mai prodotta. La loro seconda opera Shanewis, or The Robin Woman (1918) fu presentata in anteprima al Metropolitan Opera di New York ed eseguita anche per una seconda stagione. La Eberhart è stata la prima librettista donna a far eseguire il suo lavoro da quella compagnia. L'opera fu portata in tournée, prodotta a Denver nel 1924 e a Los Angeles nel 1926. 
La Eberhart scrisse il libretto per Garden of Mystery, musica di Cadman, che fu eseguita nel 1925 alla Carnegie Hall di New York. In seguito scrisse The Willow Tree (1932, musica di Cadman), una delle prime opere commissionate per la radio, sicuramente la prima per la radio americana.
Oltre alla sua enfatizzazione sui temi dei nativi americani, la Eberhart mostrò anche interesse per i temi dell'Asia e delle Isole del Pacifico. Ha scritto i testi di "Sayonara: A Japanese Romance for One or Two Voices, op. 49" e "Idyls of the South Seas" (musica di Cadman). Il suo interesse per il dramma storico ha ispirato il loro A Witch of Salem: An American Opera (1926).
Ha anche scritto diversi inni cristiani ("The Dawn of Peace Resplendent Breaks", "Give Praise", "O Come and Adore Him") e canzoni d'arte sentimentali generali ("I Hear a Thrush at Eve", "Lilacs", "Memories", "The Moon Behind the Cottonwood").
Eberhart ha anche pubblicato poesie in riviste letterarie e pubblicazioni di interesse generale, come Granite Monthly e Munsey's Magazine.

### Vita privata
La coppia degli Eberhart lasciò Pittsburgh nel 1917, vivendo poi a New York e in seguito a Chicago. Nel 1941 si trasferì a Kansas City, Missouri, dove visse il resto della vita.
Il nipote di Oscar, Alanson Eberhart, era sposato con Mignon Good Eberhart, una prolifica scrittrice di gialli. Mignon ha dedicato il suo settimo romanzo (The White Cockatoo, 1933) a Nelle Richmond Eberhart e al compositore Charles Wakefield Cadman.
Nelle Richmond Eberhart morì nel 1944, a Kansas City, Missouri.